# 童夢-零
童夢-零（どうむれい、英語: Dome Zero 、ドウム・ゼロ）は、日本の自動車会社童夢が試作したミッドシップスポーツカーである。1978年の第48回ジュネーヴ・モーターショーで初公開された。本項では追加試作型の童夢P-2についても説明する。

## 概要

### 開発の経緯
1960年代に京都府でレーシングカー・コンストラクター「マクランサ」を営んでいた林みのるがスポーツカー製造計画を立ち上げ、1975年に林の自宅で開発プロジェクトがスタートした。林の従兄弟である林将一が経営するハヤシレーシングのホイール商品がヒットしたことから、プロジェクトの準備資金が投資された。
当時のレース界は海外製マシンの寡占により国産コンストラクターの多くが挫折し始めていた時期だったため、日本のレース界を代表するメンバーが参加した。ボディデザインは林みのると由良拓也（ムーンクラフト代表）、モノコックは三村建治（現エムアイエムデザイン代表）、サスペンションは小野昌朗（現東京アールアンドデー代表）が設計を担当した（三村と小野はマキやコジマのF1プロジェクトを経て合流）。
1976年ごろからスタイリングの研究が始められたが、このころから作業の中心は大阪府のハヤシレーシングの工場に移った。集まったスタッフは大阪の工場街にアパートを借りるも、家に帰るのは風呂に入りに帰る時のみというようなハードスケジュールで開発を進め、開発を開始した当初は4人いた既婚者全員が妻に逃げられたという。ボディの加工作業では、FRP特有の臭いをガス漏れと勘違いされ、近隣が一騒動になった。
なお、実際に車の制作に取り掛かるまでに、保安基準をはじめとした資料集めと分析に2年を費やしたという。
製作開始から1年3ヶ月ほどをかけ、1978年初頭に試作車（プロトタイプ）童夢-零が完成し、林みのるが代表を務める童夢が設立された。

### ショーデビューの反響
1978年3月、スイスで行なわれた第48回ジュネーヴ・モーターショーで零が初公開された。当初、展示場所は会場の片隅だったが、メディア公開日における反響が大きく、主催者の計らいで会場の目抜き通りにスペースが与えられた。日本の無名のメーカーが産み出した処女作は注目を集め、市販価格も発表していない段階で、ブルネイ王室やアクションスターのジャッキー・チェン、メジャーリーグ選手のレジー・ジャクソンなどから20件近い予約オーダーが寄せられた。

### 市販化計画
当時スーパーカーブームは下火になりつつあったが、自動車排出ガス規制が厳しかったため、零の登場は大いに話題となった。零はロータス・エスプリをはじめとする、操作性に優れ俊敏に走る中型スーパーカークラスの性能で、価格も1,000万円程度を想定していた。
ジュネーブ・ショー発表後、8か月後には筑波サーキットでマスコミ関係者向けの試乗会が行われた他、国内の型式認定を取得するためにさまざまなテスト走行が繰り返された。しかし、国内での型式認定取得を前提に法規に合わせて製作されていたにもかかわらず、管轄の運輸省（現国土交通省）は許可どころか、申請さえ受け付けなかった。そのため、アメリカで認定を取得すべく「DOME USA」を設立し、アメリカの法規に準じた仕様の追加試作車童夢P-2を開発することになった。

### 関連ビジネスとプロジェクトの終焉
市販化が難航する一方、零の反響は童夢に思わぬ副収入をもたらした。関連商品が大ヒットしたため、プラモデルやラジコン模型自動車からスーパーカー消しゴムに至るまで200種類もの商品化申請が寄せられ、現在の貨幣価値で10億円ほどのロイヤルティー収入があったという。これを元手に、童夢は京都府内に本社施設を構えた。
玩具メーカーは二匹目のドジョウを狙い、童夢へ新型車を作って欲しいとリクエストした。林代表は「次もスポーツカーではインパクトがない。レーシングカーにしよう」と逆提案し、憧れのル・マン24時間レースへの参戦を宣言、ロイヤルティーの前払いを受け、全社を挙げてフォード・コスワース・DFVエンジンを搭載したプロトタイプレーシングカー童夢-零RLフォードの製作に取り掛かり、1979年のル・マン24時間レースに参戦した。その結果、P-2の開発は置き忘れられ、市販化計画は立ち消えになった。

### その後
1980年代末、童夢はワコールやスバルとジョイントして公道版F1カー、ジオット・キャスピタを開発したが、エンジンの変更やバブル景気の終息により市販化に至らなかった。
林は2012年に童夢代表を退いた後、カーデザイナーとしての最後の作品として、スポーツカープロジェクトISAKU（イサク）に専念することになったが、これも開発断念に追い込まれている。

## モデル別解説

### 零

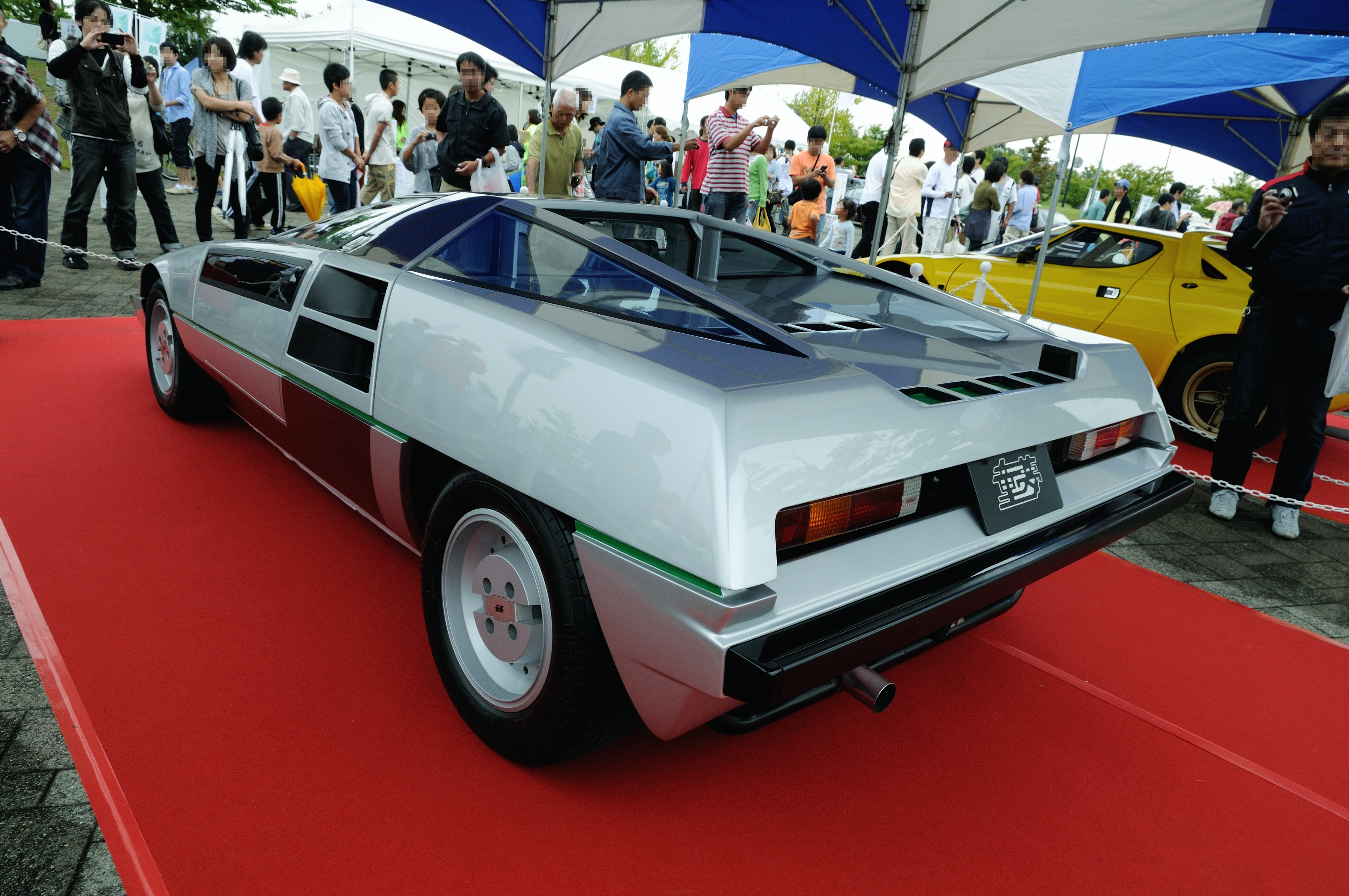
後部

童夢の名を売り出すインパクトを狙って「世界一全高が低いクルマ」というコンセプトを掲げた。当時アメリカ合衆国に全高1,000mmの車があると聞き、それを下回る980mmに設定した。また、目標として、最高速度200km/h以上、0-400m加速15秒以下を目指していたとされる。平面的なウェッジシェイプ（くさび形）ボディを特徴とするが、完成車は室内が非常に狭くなり、身長175cm程度がまともに乗車できる限界となってしまった。なお、ボディデザインについては、参考として、フェラーリ・308を購入し、これを参考に童夢独自のデザインを取り入れたという。風洞実験を取り入れ設計されたボディはcd値0.37という数値を記録している。また、林みのるは前述の筑波サーキットでの試乗会の際、「型式認定を目指し、今後多少のボディスタイルの変更もあるかもしれない」と語っている。
シャシーは複雑な形状を持つスチール・モノコック、サスペンションは前後ともダブルウィッシュボーン＋コイル、ブレーキはガーリング製で、フロントがベンチレーテッド・ディスク、リアはインボードタイプのソリッド・ディスクを採用した。足回りは、ピースのアロイホイールにピレリP6という組み合わせだが、フロントが185/60VR13、リアは255/55VR14と、前後でかなりサイズが異なった。
エンジンは2.8Lの日産L28型水冷直列6気筒SOHCエンジンをミッドに縦置き搭載し、ZF製5速MTが組み合わされた。このエンジンはサイズが大きく重量も重かったが、国産技術にこだわっていたため、他に選択の余地がなかったという他に、当時の国産乗用車用エンジンでサイズが最も大きいエンジンがL28型だったため、エンジンルームに余裕を持たせ、市販の際のエンジン選択の幅を広げる計算でもあったという。
ボディパネルは軽量なFRP製。ヘッドライトはリトラクタブル・ヘッドライト。ドアはガルウィングドアだが、ポップアップ式である。サイドウインドウははめ殺しだが、ドアのアクリルがスライドをすることにより開閉が可能となっており、高速道路などの料金所ではここが使用される。ラジエターの熱気を逃がすためにボンネットにはダクトが開けられている。ドア後方にあるインテークは、エンジンルームの冷却用で、左側2つ、右側1つとなっている。テールランプは専用のもの。
室内は直線を基本に設計されている。ステアリングホイールは革巻きだが、逆V字型スポーク下側部分のみプラスチック。メーターは国産車初のデジタル表示で、ドライバーの手の動きを赤外線センサーで感知してウィンカーが点滅するなど、近未来的なイメージとなっている。室内にバックミラーはなく、ビタローニ製のサイドミラーでしか確認できない。
零はショーモデルの1台のみが製作された。エンジンが故障しているが、2006年時点では米原市にある童夢の風洞施設「風流舎」内の倉庫に保管されていたほか、2016年5月には童夢の新しい本社社屋に移され、エントランスホールで展示されている。なお、童夢の協力により、2003年6月に開催されたイベント「スーパーカー・スーパーカー」に特別展示された。

### P-2

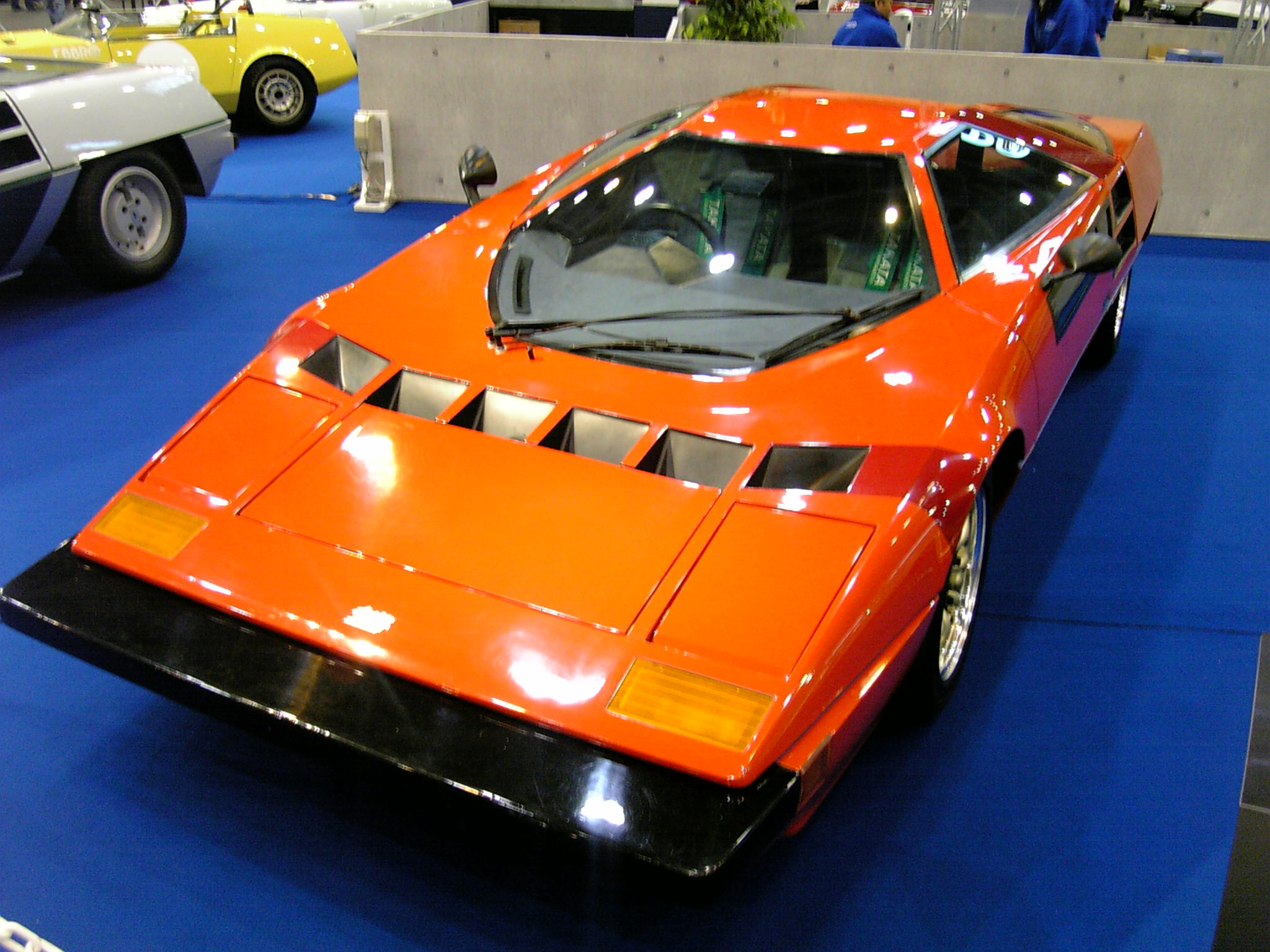
童夢-P2

童夢-零のアメリカ合衆国での認定取得を目指して、零をベースとして新たに設計された。
一見零との違いはほとんどないように見えるが、日本とアメリカ合衆国の保安基準は大きく異なるため、大幅に修正が加えられている。ボディが若干大きくなり、サスペンションのウィッシュボーンはチューブからスチールプレスへと変更された。フロントバンパーも大型化され、取り付けも高い位置へ移動されたが、取り付け位置を変更するだけでは全体のデザインに狂いが生じてしまうため、ボディパネルは新たにデザインされた。そのため、零とのパーツの互換性はない。ヘッドライトの高さも修正されており、周囲のデザインも変更されている。
タイヤはHR規格になり、リヤのサイズが変更され、これと同時にシャシーをスチール･モノコックから鋼管スペースフレームに変更し、インテリアも簡素化されるなど、コストダウンも図られた。ホップアップ式のガルウィングドアは、零よりも少し外側に向かって開くよう変更された。零ではオーバーヒートに悩まされたため、大容量のラジエターと2基の電動ファンがフロントに収められた。これによりラゲッジルームはなくなった。
2台が製作され、シャシーナンバー1号車はライトグリーン、2号車はレッド。ライトグリーンは、1979年5月のロサンゼルス・オートエクスポ、11月のシカゴオートショーで展示された。市販化に向け、アメリカ合衆国や日本の公道、サーキットでさまざまな走行テストが繰り返し行われたほか、具体的なライバルにフェラーリ・308を想定し、実車を使用してさまざまな数値が比較された。
当初は日本とアメリカ合衆国向けにインジェクション仕様が、イギリス向けにキャブレター仕様が研究された。パワー不足からターボ装着も検討されたが、雰囲気に合わないことから中止された。
2006年時点で「風流舎」内の倉庫に保管されていたほか、2016年に零同様に新社屋に移された。なお、レッドは実走可能な状態に保たれている（ヒストリックカーレース参戦のため2000年頃にフルレストアされており、林曰く「単なる動態保存よりも状態はいい」とのこと）。

## 登場作品/ホビー商品
実車の販売こそ見送られたが、国産車初のスーパーカーというインパクトが強かったため当時メディアにも多数取り上げられた。そのため現在でも日本でのスーパーカーブームを代表する一台として非常に人気が高い。

### 漫画
- こちら葛飾区亀有公園前派出所
- F・1キッド（すがやみつる）

### アニメ
- ヤッターマン（第2作） - 第1話でドロンボー一味（三悪）のボヤッキーが、同僚のトンズラーが盗んだ車の部品を使用して童夢-零そっくりの「ドロンボー・ゼロ」を作り上げ、その後量産し、そのまま販売した。因みに第1話のエンディングのスタッフロールで"協力 童夢"のクレジットが表示されていた。

### ゲーム
- セガGT 2002
- アウトモデリスタ
- グランツーリスモ4/グランツーリスモ (PSP)/グランツーリスモ5 - 1978年式が登場。

### 模型
- フジミ模型 - 1/24プラモデル各種。童夢-零、零RL。
- トミカ - レギュラー製品のほか、トミカリミテッドでも登場。
- モリタニ RC ラジオコントロールカー 2種発売。

### テレビ
幻のスーパーカー「童夢-零」を追え!（MONDO21）
同車の開発過程やその後の童夢の発展を追ったドキュメンタリー。P-2レッドが低速ながら童夢社屋の敷地内を実際に走行する様子も収録されている。
2006年に初回放送され、その後不定期に再放送されているほか、ニコニコ動画の「MONDO21オンデマンド」でも視聴可能。

### 書籍
童夢 -零のすべて  ( 三栄書房 モーターファン別冊 2015年11月30日発売 ISBN 9784779627378 ) 